# آتش متقابل (فیلم ۱۹۹۷)
آتش متقابل (بنگالی: দহন؛ ‏ انگلیسی: Crossfire) فیلمی هندی محصول سال ۱۹۹۷ و به کارگردانی ریتوپارنو گوش است. در این فیلم بازیگرانی همچون شکونتلا باروا، آبیشک چاترجی، ایندرانی هالدار، سوبهندو چاترجی، آدیتی چاترجی، ریتوپارنا سنگوپتا و ماماتا شانکار ایفای نقش کرده‌اند.